# Castillo de Cocentaina
El castillo de Cocentaina se encuentra situado en Cocentaina (Alicante), España. Situado en el cerro de San Cristóbal, es un edificio de estilo gótico valenciano militar. Construido a finales del siglo XIII y principios del XIV, sobre los restos de otras construcciones defensivas anteriores de origen musulmán. En la revuelta mudéjar de 1303 fue saqueado e incendiado. 
Se trata de una gran torre cuadrada de 13,5 metros de lado por 12 metros de altura sentada sobre un talud de sillería que varía entre 2 y 4 metros de altura. Todas las partes y estancias importantes están construidos de sillería, el resto de mampostería. Tiene dos plantas, la primera consta de patio de luces con un aljibe y dos aspilleras, una habitación cuadrada y otra rectangular. En el primer piso se repiten las estancias pero con ventanas geminadas al exterior. La parte alta es todo una terraza. 
Recientemente ha sido completamente restaurado y en su interior se ha ubicado una muestra de restos arqueológicos encontrados en esta zona.
Se puede llegar al castillo en coche teniendo que recorrer los últimos 200 metros a pie por una senda empedrada.